# 選票
選票係選舉時候表達意見的文件，選民用選票來表達選擇哪個候選人，或者在公民投票中，表達自己贊成或反對議案，投票權就表示選民能有這張選票來表答意見。

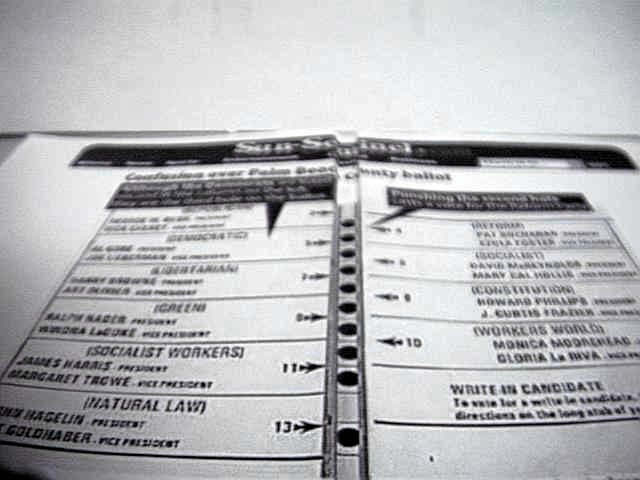
2000年美國總統大選佛羅里達州的「蝶式選票」

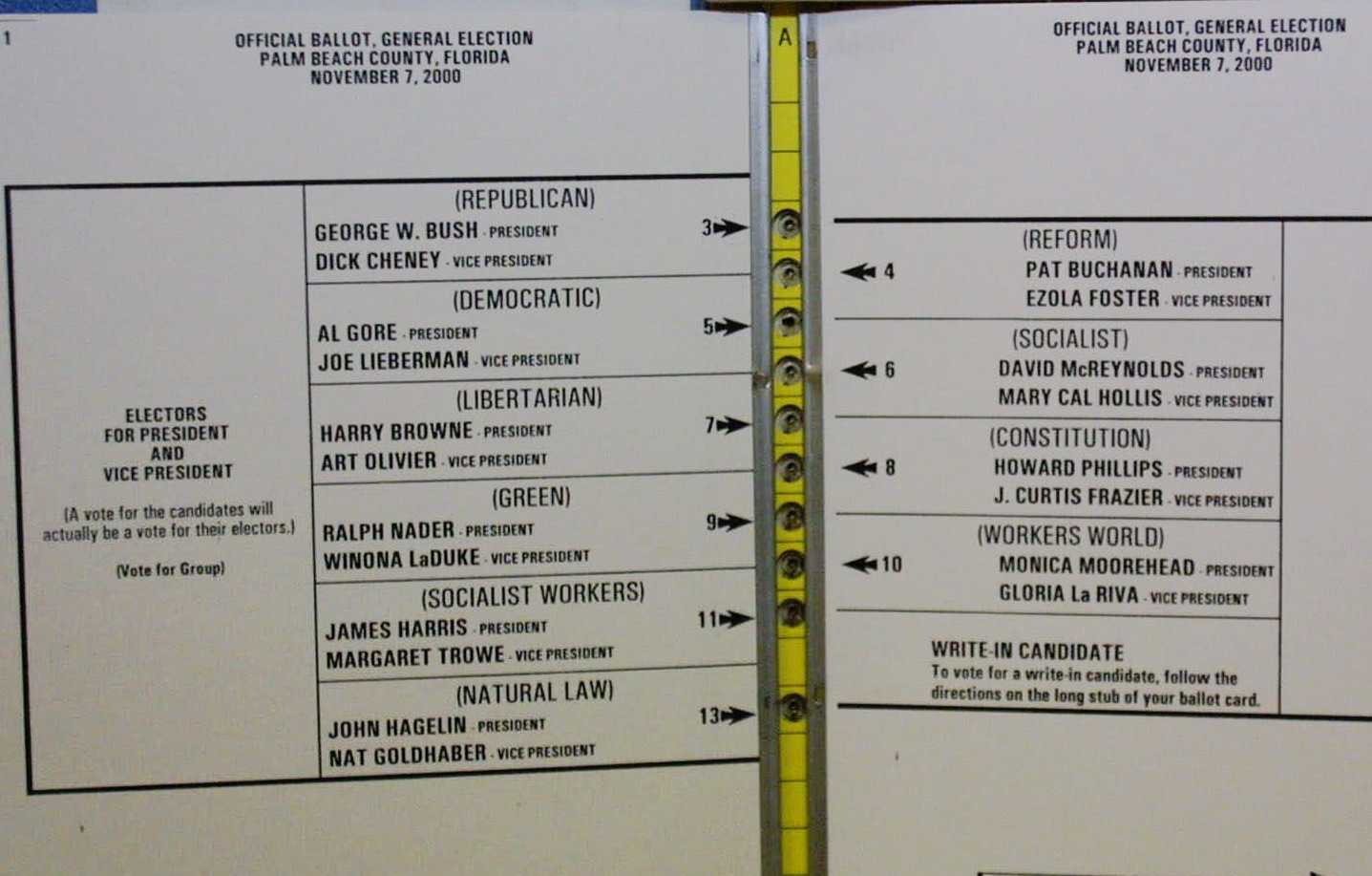
2000年美國總統大選佛羅里達州另一種「蝶式選票」

選票上面，會順序列出所有候選人姓名、政黨等資訊，並有圈選欄位讓選民選擇，選民按選舉法規用蓋印、筆畫、戳洞等方式，選出自己想要投的候選人，再放入票箱就完成投票。之後，選舉機關會開箱點算選票，或者公開唱票。

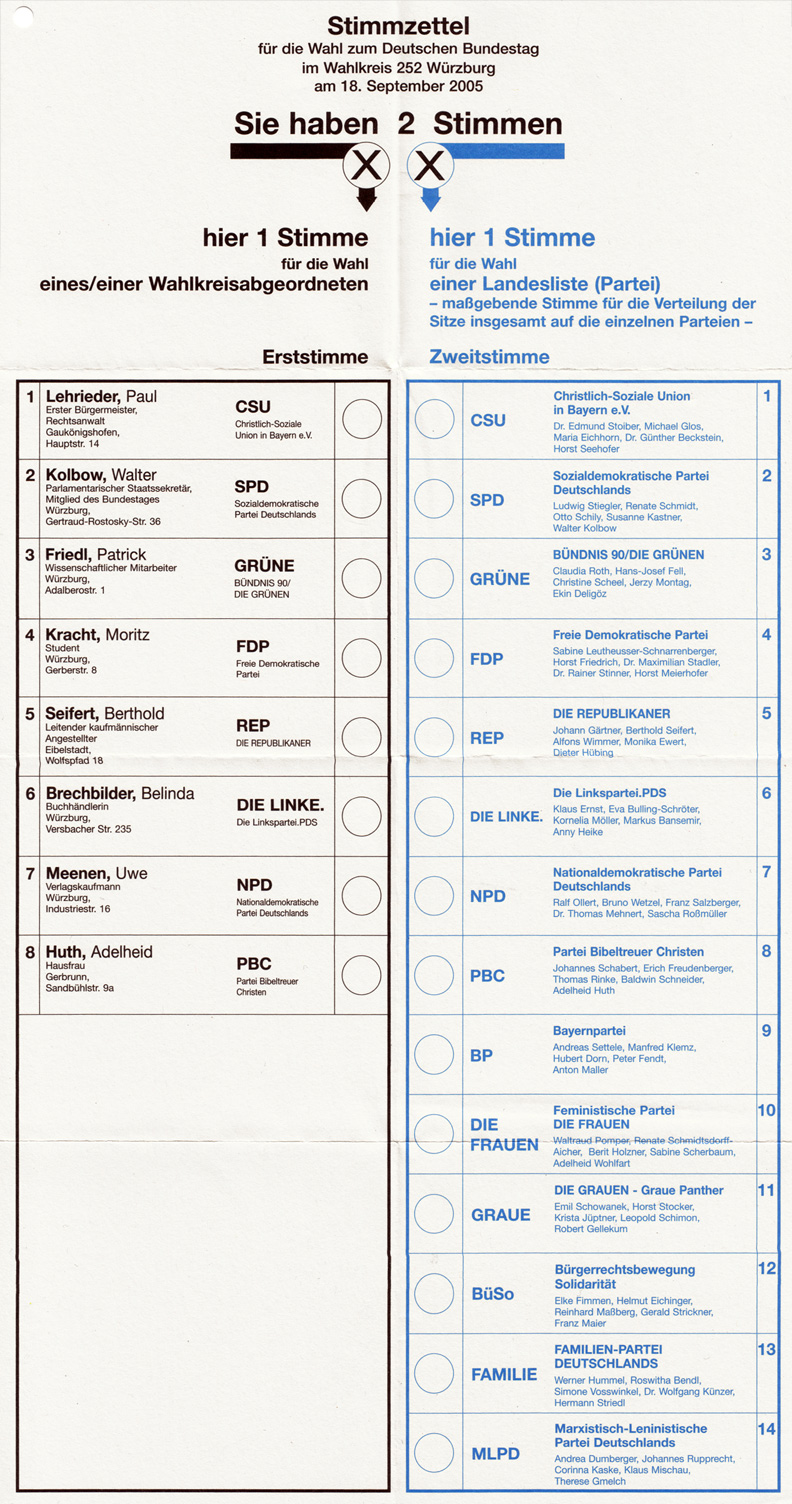
德國國會議員選票，左邊圈選候選人，右邊選擇政黨

污損或攜走選票是違法的行為，通常會被選舉機關處罰。
選票通常是用紙張製作，由於科技的演進，已經有電子選票的產生。